# Florian Dauner

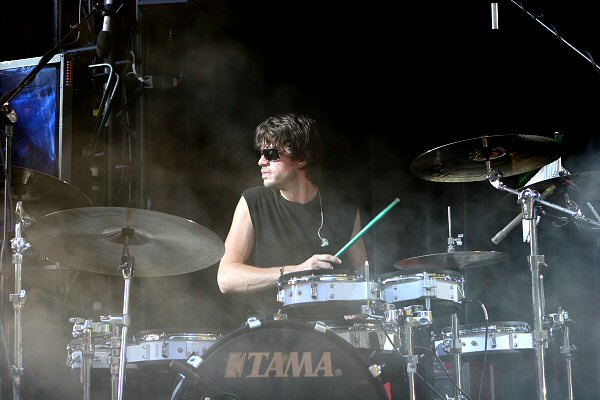
Dauner bei einem Open-Air-Konzert mit dem DJ Paul van Dyk im Centralpark in New York

Florian „Flo“ Dauner (* 3. Januar 1971 in Stuttgart) ist ein deutscher Schlagzeuger und Musikproduzent.
Dauner arbeitet regelmäßig mit der deutschen Hip-Hop-Band Die Fantastischen Vier zusammen, trommelt bei Paul van Dyk und spielt bei der Liveband der TV-Sendung The Voice of Germany.
Der Schlagzeuger arbeitete im Laufe der Jahre mit zahlreichen Künstlern zusammen, darunter bekannte Musiker und Bands wie Sarah Brightman, Charlie Mariano, DePhazz, Albert Mangelsdorff, das United Jazz and Rock Ensemble und Wolfgang Dauner. Außerdem ist Florian Dauner als Produzent tätig und verfolgt eigene Projekte.

## Leben
Dauner wurde am 3. Januar 1971 in Stuttgart geboren und wuchs in einem musikalischen Elternhaus auf; sein Vater war der Jazzmusiker Wolfgang Dauner. Er gab im Alter von neun Jahren sein erstes öffentliches Konzert. Erste Schallplattenaufnahmen folgten im Alter von 15 Jahren (The United Jazz and Rock Ensemble „Round7“ bei Mood Records). Mit 18 zog der Drummer von Stuttgart nach Berlin und arbeitete dort als Studiomusiker. 1992 ging er für ein Jahr nach Boston in die USA und nahm dort Unterricht in Schlagzeug und Komposition am Berklee College of Music.
1993 kehrte Dauner nach Deutschland zurück und spielte bei den Fantastischen Vier, mit denen er zahlreiche Konzerte gab. Dauner spielte seitdem auf vielen der größten Rock-, Pop- und Jazz-Festivals weltweit (u. a. Roskilde, Montreux, Amsterdam, Rock am Ring, Bizarre-Festival, MTV Hardpopdays) und in den größten Konzerthallen der Welt (Madison Square Garden, Budokan Tokio, Globe Stockholm, Rod Laver Arena Melbourne).
Neben seiner Karriere als Studio- und Livemusiker verfolgte er aber auch immer eigene Projekte und arbeitete beispielsweise als Komponist für Thomas D, Samir und Good Men Gone Bad, für die er auch als Produzent tätig ist. Mit der 1999 gegründeten Band „orbit.experience“ (zusammen mit S. Studnitzky, M. Kössler und M. Birkle) veröffentlichte er zwei Studioalben, ein Live-Album und eine Vinyl-Maxi-Single.
2016 stellt Dauner für „Schiller“ eine Band zusammen und geht zusammen mit Band und „Schiller“ auf Deutschland-Tour.

## Diskografie

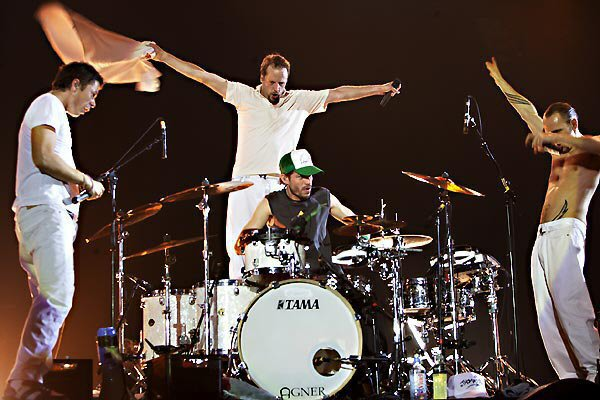
Florian Dauner mit Michi Beck, Smudo und Thomas D. von den „Fantastischen Vier“

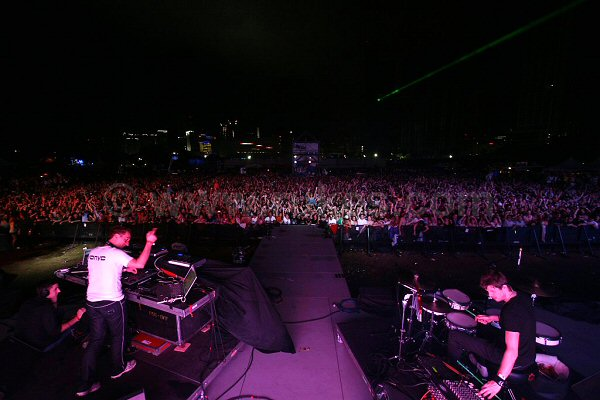
Dauner mit DJ Paul van Dyk beim „Ultra Festival“ in Miami

- Matthias Schweighöfer „lachen weinen tanzen“ 2016
- „Dauner//Dauner“ 2014 Connector Records, mit Wolfgang Dauner
- Die Fantastischen Vier „Für Dich Immer Noch Fanta Sie“ 2010 Sony/Columbia
- Bürger Lars Dietrich „Damenwahl“ 2007
- Till Brönner „the christmas album“ 2007
- Die Fantastischen Vier „Fornika“ 2007 Sony/BMG
- Good Men Gone Bad „Here we are“ 2007 Zounds Music
- Karl Frierson „Soulprint“ 2006 Phazz-a-delic/Edel Records
- Frank Lauber „more than words“ 2006 Edel Records
- Jeff Cascaro „Soul Of A Singer“ 2006 Herzog Records
- Mike Leon Grosch „Absolute“ 2006 Sony BMG
- Die Fantastischen Vier „Best of 1990–2005“ 2005 Four Music/Sony
- Madita „Madita“ 2005 Couch Records
- Knutson „Hasch Gegen Hass“ 2005 Edel Records
- Charlie Mariano „when the sun comes out“ 2005 Skip Records
- De-Phazz „Natural Fake“ 2005 Universal Classic+Jazz
- Sarah Brightman „The Harem World Tour-Live from Las Vegas“ 2004 Angel/EMI
- Die Fantastischen Vier „Live in Stuttgart“ 2003 Four Music/Sony
- Good Men Gone Bad „driving without a license“ 2003
- Orbit.Experience „Live 02“ 2002 Egostyle Music
- Ivo „all in all“ 2002 Muve Recordings
- Elektrostar „Good Life“ 2001 WEA
- Thomas D. „Lektionen in Demut“ 2001 Four Music/Sony
- Mars „Mars Musik“(Compilation) 2001 Four Music/Sony
- Orbit.Experience „DDR-Remix“ (Maxi) 2001 Paul‘s Musique
- Die Fantastischen Vier „Unplugged“ 2000 Four Music/Sony
- Orbit.Experience „Space.Beat“ 2000 Paul‘s Musique
- Orbit.Experience „Orbit.Experience“ 2000 Boheme Music
- Thomas D. „Liebesbrief“ (Maxi) 2000 Four Music/Sony
- Die Fantastischen Vier „4:99“ 1999 Columbia
- John Watts „Big Beat Poetry“ 1999 Motor
- Fast Eddy „Blues Hunter“ 1999 Cut Music
- Thomas D. „Solo“ 1998 Four Music/Sony
- Peal „13“ 1998 Goldrush
- Expedicion „Live!“ 1997 Way Out Records
- Die Fantastischen Vier „Live und Direkt“ 1996 Columbia
- Peacock Palace „Gift“ 1996 Pias German
- Die Fantastischen Vier „Lauschgift“ 1995 Columbia
- Futurologen „Feuer“ 1993 East West
- Gossip „Gossip!“ 1992 Mood Records
- Rheinheart „Poetry“ 1992 Tauthaus Music
- The United Jazz+Rock Ensemble „Round 7“ 1986 Mood Records

DVD
- Die Fantastischen Vier „Heimspiel“ 2009 Columbia
- Die Fantastischen Vier „viel live“ 2005 Four Music/Columbia
- De-Phazz „Onstage/Backstage“ 2005 Phazz-a-delic
- Sarah Brightman „The Harem World Tour-Live from Las Vegas“ 2004 EMI
- Die Fantastischen Vier „Unplugged“ 2001 FourMusic/Columbia
- Die Fantastischen Vier „Was geht“ Kinofilm/Dokumentation 2000 Warner